# 宋娘
宋氏（6世纪—563年），北魏末年至北齐时人，北齐追尊文襄皇帝高澄的姬妾。生皇长子河南王高孝瑜。
宋氏是北魏吏部尚书宋弁的孙女，原是北魏颍川王元斌之的王妃。元斌之一向被出帝元修当作心腹，永熙三年（534年）元修出逃时，元斌之被元修召去同行，半路逃离了元修，亦未回家，而是南投萧衍去。宋氏成了弃妇，遂改嫁高澄做妾。537年，和高澄生下高孝瑜。
北齐建国，高孝瑜封河南王，宋氏为河南太妃。河清二年（563年），高孝瑜遭和士开、高叡所谮，被杀。宋太妃与儿媳卢氏不和，高孝瑜死后卢氏向皇帝高湛谮毁婆婆谋逆，于是高湛又杀了宋太妃。

## 传記資料
- 《北齐書》第十一卷 补列传第三 文襄六王
- 《北史》北史卷五十二 列传第四十 齐宗室诸王下